# Washington Njiri
Washington Njiri (* 2. März 1952) ist ein ehemaliger kenianischer Sprinter, der sich auf den 400-Meter-Lauf spezialisiert hatte.
Bei den Commonwealth Games 1978 in Edmonton erreichte er im Einzelbewerb das Halbfinale und siegte mit der kenianischen Mannschaft in der 4-mal-400-Meter-Staffel (zusammen mit Daniel Kimaiyo, William Koskei und Joel Ngetich).
Seine persönliche Bestzeit von 45,99 s stellte er am 21. Juli 1978 in Algier auf.